# Dror Cohen
Dror Cohen Dror Cohen (sinh ngày 31 tháng 3 năm 1968) là một vận động viên lướt sóng người Israel thi đấu trong 5 kỳ Thế vận hội dành cho người khuyết tật, giành huy chương vàng tại Thế vận hội Mùa hè 2004 tại Athens ở hạng mục thuyền đua 3 người, bằng thuyền Sonar.